# هاسکس
هاسکس (به سوئدی: Hackås) یک منطقهٔ مسکونی در سوئد است که در بخش بری واقع شده‌است. هاسکس ۰٫۹۲ کیلومتر مربع مساحت و ۴۸۰ نفر جمعیت دارد.